# Sadiqabad
Sadiqabad es una localidad de Pakistán, en la provincia de Punyab.

## Demografía
Según estimación 2010 contaba con 231.467 habitantes.